# 건제파
건제파(중국어 정체자: 建制派)는 중국 국민주의를 표방하는 홍콩의 보수주의 정치 단체이다. 홍콩 특별행정구 정부를 지지하며, 일국양제를 유지를 주장하고 있다.
이 단체는 중국공산당에 우호적인 다양한 구성원들로 이루어져 있으며, 여러 정당이 함께 참여하고 있다.

## 같이 보기
- 민주파
- 본토파
- 민주건항협진련맹
- 홍콩의 정당